# Peine de stage
La peine de stage est une sanction pénale française, susceptible d'être infligée à une personne reconnue coupable d'un délit, et pendant lequel lui seront rappelés des éléments importants pour la vie en société, et en rapport avec l'infraction commise. 
Cette peine est introduite dans le droit français sous le nom de stage de citoyenneté par la Loi n°2004-204 du 9 mars 2004 « portant adaptation de la justice aux évolutions de la criminalité » (loi Perben II), promulguée par le gouvernement Raffarin. Celle-ci a en effet créé un article 131-5-1 du Code pénal ainsi rédigé: « Lorsqu'un délit est puni d'une peine d'emprisonnement, la juridiction peut, à la place de l'emprisonnement, prescrire que le condamné devra accomplir un stage de citoyenneté, dont les modalités, la durée et le contenu sont fixés par décret en Conseil d'État, et qui a pour objet de lui rappeler les valeurs républicaines de tolérance et de respect de la dignité humaine sur lesquelles est fondée la société. La juridiction précise si ce stage, dont le coût ne peut excéder celui des amendes contraventionnelles de la troisième classe, doit être effectué aux frais du condamné. »
L'article 41-1 du Code de procédure pénale dispose: «S'il lui apparaît qu'une telle mesure est susceptible d'assurer la réparation du dommage causé à la victime, de mettre fin au trouble résultant de l'infraction ou de contribuer au reclassement de l'auteur des faits, le procureur de la République peut, préalablement à sa décision sur l'action publique, directement ou par l'intermédiaire d'un officier de police judiciaire, d'un délégué ou d'un médiateur du procureur de la République :[...]Orienter l'auteur des faits vers une structure sanitaire, sociale ou professionnelle ; cette mesure peut consister dans l'accomplissement par l'auteur des faits, à ses frais, d'un stage ou d'une formation dans un service ou un organisme sanitaire, social ou professionnel, et notamment d'un stage de citoyenneté[..]» 
Le stage de citoyenneté pouvait également être effectué dans le cadre d'une composition pénale (ancien art. 41-2 CPP). 
Le décret n° 2004-1021 du 27 septembre 2004 dispose: « Le stage de citoyenneté prévu à l'article 131-5-1 et rendu applicable aux mineurs de 13 à 18 ans par l'article 20-4-1 de l'ordonnance n° 45-174 du 2 février 1945 relative à l'enfance délinquante a pour objet de rappeler au condamné les valeurs républicaines de tolérance et de respect de la dignité de la personne humaine et de lui faire prendre conscience de sa responsabilité pénale et civile ainsi que des devoirs qu'implique la vie en société. Il vise également à favoriser son insertion sociale.
« Lorsqu'il concerne une personne condamnée pour une infraction commise avec la circonstance aggravante prévue par l'article 132-76, il rappelle en outre à l'intéressé l'existence des crimes contre l'humanité, notamment ceux commis pendant la Seconde Guerre mondiale. »
À côté du stage de citoyenneté initial, des lois adoptées entre 2004 et 2019 ont prévu d'autres stages de sensibilisation dans divers domaine. 
Dans sa rédaction issue de la loi du 23 mars 2019 de programmation 2018-2022 et de réforme pour la justice, l'article 131-5-1 donne à cette sanction le nom générique de « peine de stage ». En fonction du domaine dans lequel le condamné a failli, l'article prévoit sept modalités, auxquelles la loi no 2021-1539 du 30 novembre 2021 visant à lutter contre la maltraitance animale et conforter le lien entre les animaux et les hommes vient en ajouter une huitième : 
- le stage de citoyenneté proprement dit, tendant à l’apprentissage des valeurs de la République et des devoirs du citoyen ;
- le stage de sensibilisation à la sécurité routière ;
- le stage de sensibilisation aux dangers de l'usage des produits stupéfiants ;
- le stage de responsabilisation pour la prévention et la lutte contre les violences au sein du couple et sexistes ;
- le stage de sensibilisation à la lutte contre l'achat d'actes sexuels ;
- le stage de responsabilisation parentale ;
- le stage de lutte contre le sexisme et de sensibilisation à l'égalité entre les femmes et les hommes ;
- le stage de sensibilisation à la prévention et à la lutte contre la maltraitance animale.